# Översvämningarna i Storbritannien 2007

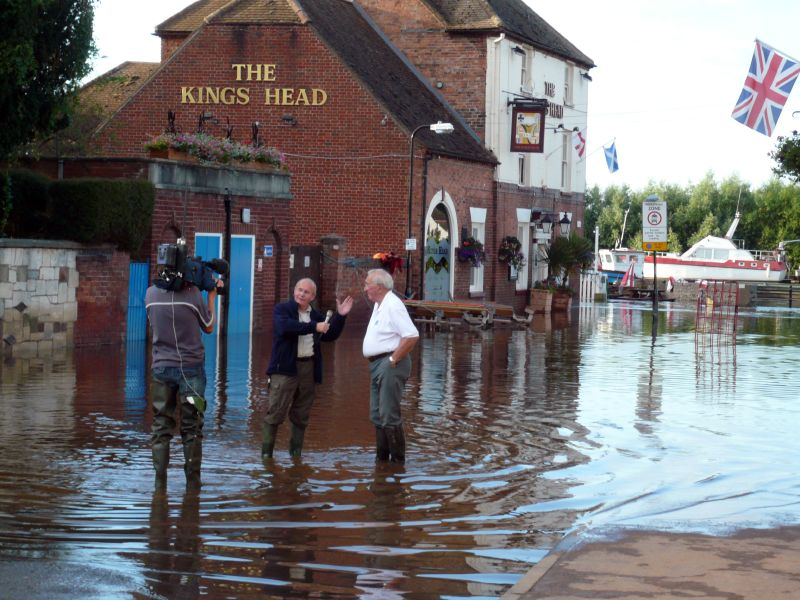
TV-intervju

Översvämningarna i Storbritannien 2007 (engelska: 2007 United Kingdom floods) var en serie översvämningar som drabbade Storbritannien i juni-juli 2007. Översvämningarna var som svårast i Nordirland den 12 juni; Östra Yorkshire och Midlands den 15 juni; Yorkshire, Midlands, Gloucestershire, Herefordshire och Worcestershire den 25 juni; samt Gloucestershire, Herefordshire, Worcestershire, Oxfordshire, Berkshire och Sydwales den 28 juli.
Juni månad blev en av de våtaste någonsin i Storbritannien. Den genomsnittliga nederbörden var 140 millometer, vilket var över dubbelt så mycket som genomsnittet för juni. På vissa områden föll mer nederbörd på ett dygn än vad som vanligtvis sker under en månad, då Storbritannien upplevde sin våtaste maj-juli sedan man började mäta 1776.
Civila och militära myndigheter beskrev juni och juli 2007 hade aldrig någonsin haft lika mycket att göra under fredstid. Environment Agency beskrev tillståndet i juli som kritiskt och läget förväntades överskrida det som rådde under vintern 1946–1947.

### Fotnoter
1. ↑  ”Three dead following flood chaos”. BBC News. 26 juni 2007. Arkiverad från originalet den 8 juli 2007. https://web.archive.org/web/20070708212651/http://news.bbc.co.uk/1/hi/uk/6236348.stm. Läst 28 juni 2007.
2. ↑  Firth, Fiona (27 juni 2007). ”Yes this is the wettest month ever – it's official”. Sheffield Star. Arkiverad från originalet den 7 november 2007. https://web.archive.org/web/20071107113350/http://www.thestar.co.uk/news?articleid=2984243. Läst 25 september 2014.
3. 1 2  ”Flood crisis grows as rivers rise”. BBC News. 23 juli 2007. http://news.bbc.co.uk/1/hi/uk/6911226.stm. Läst 25 september 2014.
4. ↑  Edwards, Richard; Beckford, Martin; Helm, Toby (23 juli 2007). ”Floods crisis hits one million Britons”. The Daily Telegraph (London). http://www.telegraph.co.uk/news/main.jhtml?xml=/news/2007/07/24/nfloods124.xml. Läst 25 september 2014.